# Punto Fijo
Punto Fijo è la capitale del municipio Carirubana nello Stato Falcón del Venezuela. Attualmente, grazie alle raffinerie di petrolio, all'industria ittica e al porto franco, dimostra la maggiore vivacità economica dello stato, in confronto a Coro, l'antica capitale dello stato, immersa in una ventosa atmosfera di sonnolenta ed aulica solitudine.
Si trova nella costa sud-occidentale della penisola di Paraguaná ed ha una popolazione di 257.607 abitanti. Durante un tempo venne considerato uno tra i maggiori conglomerati sparsi di case ("caserío") del mondo, senza comune, piano regolatore e/o piazza e/o chiesa centrale. Questo a causa della mancanza di definizione giuridica, fino a quando l'Asamblea Legislativa dello Stato Falcón costituisce la città come distretto (distrito 13) il 27 febbraio del 1970, istituendola come municipio Carirubana. Punto Fijo si trova ad un'altezza di 23 metri sopra il livello del mare.

## Nome
Il suo nome si attribuisce ad una frase di Rafael González Estaba, un cronista che usava scrivere che la località era una nullità geografica per i venezuelani, ma un “punto o chiodo fisso” per i forestieri in quanto era utilizzato da pescatori e petrolieri.

## Storia
Punto Fijo sorge verso gli anni quaranta del XX secolo, nei dintorni di due raffinerie della compagnia petrolifera statunitense Standard Oil. Per questo è una delle città consolidate più recenti del Venezuela.
La sua crescita economica inizia quando nel 1924 la multinazionale Gulf Oil seleziona il luogo per costruire un molo di 1.000 m. di lunghezza, per poter rifornire le supertankers, che non riuscivano ad attraversare la "barra" sabbiosa del Lago di Maracaibo. Nel 1945 alle multinazionali Creole Petroleum Corporation e Shell viene concesso costruire due enormi raffinerie in quella zona di villaggi di pescatori, cosa che determina lo sviluppo di agglomerati vicini che confluiscono per formare una media città.

### Aneddoto sulla fondazione
Secondo quello che il cronista Rafael González racconta di sé stesso, nel 1926 viene inviato dalla Venezuela Gulf Oil Company per lavorare come caporale di tubature nella penisola di Paraguaná. Il cronista visitava spesso il bar "El Tropezón" del Sr. Pompilio Brett che si trovava a circa 3 Km. dall'odierno Punto Fijo. Dopo molte soste il Sr. Rafael González conobbe una donna paraguanera che viveva nella località "Cerro Arriba", nome della piana dove attualmente si trova Punto Fijo, in posizione poco più elevata rispetto al Pueblo de Carirubana.
Rafael González, innamorandosi e sposandola, smise di recarsi al bar "El Tropezón".
Pompilio Brett, notando la sua assenza, chiese il motivo a Daniel, un amico. Gli dissero che Rafael si era innamorato di una di Cerro Arriba, e Brett, essendo un gran burlone esclamò: "¡Ah caray! ¡Ya ese tiene su punto fijo! Lo voy a embromar". E lo segnò nel suo improvvisato libretto di debitori. Quando Rafael la controllò non trovò da nessuna parte il suo nome, e Pompilio gli chiese "non sai leggere lo stampatello?" e gli indicò il nome del conto dove diceva "Rafael Punto Fijo". Da allora a tutti quelli che si recavano verso "Cerro Arriba"  chiedevano "vai verso Punto Fijo?" e viceversa. Ed infine il modo di dire "scherzoso", venne a consolidarsi nel nome ufficiale della città di Punto Fijo ("punto o chiodo fisso").

## Economia
A Punto Fijo si trova il complesso di raffinerie di petrolio più grande del mondo, il Centro de Refinación de Paraguaná (CRP), composto dalla Refinería de Amuay e la raffineria Cardón (Del complesso ciclo industriale integrato forma parte una raffineria di asfalto, "Bajo Grande" nel vicino stato Zulia), con una capacità di raffinazione di circa 1 milione di barili di petrolio giornalieri; questa assieme alle imprese che prestano servizi annessi, sono il principale motore dell'economia locale e regionale. Inoltre nella città si trova la seconda flota da pesca del paese (gestita in buona parte da impresari italo-venezuelani), e dispone di un'importante zona franca (libera da tasse) industriale, commerciale e dei servizi (ZONFICA), dove si trovano imprese dell'industria leggera ed elettronica.
Al giorno d'oggi Punto Fijo sperimenta una crescita nella sua attività commerciale per l'istituzione di una zona libera di inversione turistica, che permette l'acquisto di merci (elettrodomestici, bevande alcooliche, lingerie, tra gli altri) senza dazi d'importazione e con un'IVA fissata ad un tasso minore. Questo ha indotto l'arrivo di importanti gruppi di inversionisti nella regione. Allo stesso tempo si provvede a migliorare l'infrastruttura viaria, alberghiera, della generazione elettrica e dei servizi in genere.
Lo sviluppo economico di Punto Fijo, ha stimolato le autorità municipali, statali e nazionali, ad eseguire opere che si aspettavano da molto tempo, come il terminal di autobus per passeggeri, la risistemazione delle strade comunali, l'adeguamento del sistema di alto e basso voltaggio della distribuzione dell'energia elettrica, la costruzione della centrale termoelettrica "Josefa Camejo"; inoltre, imprenditori privati costruiscono due importanti opere, come il centro commerciale Mall Sambil Paraguaná e la Ciudad Comercial Paraguaná Mall, che si aggiungeranno presto a quello più importante della città: il Centro Comercial y Recreacional (C.C.R.) Las Virtudes.
Attualmente la popolazione dell'agglomerato di Punto Fijo ha superato quella della capitale dello stato Falcon: Santa Ana de Coro.

## Geografia fisica

### Clima
Dal punto di vista climatico, Punto Fijo è una delle aree più secche del paese. Si trova oltre i 12 gradi nord, all'interno della fascia climatica mondiale del clima desertico e semi-arido, caratterizzato da una media annua di precipitazioni di 340,2 mm. Si registrano forti e costanti venti, con velocità di fino a 35 kilometri/ora.
Le precipitazioni hanno il loro massimo negli ultimi mesi dell'anno, ed il mese di novembre è quello più piovoso con una media di 83,5mm. L'evaporo-traspirazione è di de 2.000 mm. La temperatura media oscilla tra i 27 e 28 °C. Verso sudovest della collina Santa Ana, l'umidità è più forte dal momento che viene intrappolata dai venti alisei.
In genere il clima della penisola di Paraguanà si caratterizza per un deficit di umidità che dura tutto l'anno (da 9 a 12 mesi).

## Vegetazione
La zona del Venezuela a nord del 10º parallelo, si caratterizza per l'aridità e per la costante ventosità degli alisei, questo porta ad una sparsa vegetazione di matorral spinoso tropicale ("cujíes") sulla maggior parte della superficie, interrotto da qualche xerofila come "cardones", "tunas" e guasabaras. I terreni dell'intera regione sono caratterizzati dall'elevata salinità e dal pH alcalino.

## Fauna e inquinamento
Punto Fijo possiede la laguna di Guaranao che attraversa l'insediamento come una cicatrice dalla costa (Puerto Guaranao) fino a poco oltre il barrio Modelo, le sue acque sono contaminate in quanto utilizzate per molti anni come scarico di acque nere della città, anche se attorno alla laguna si sviluppano aree verdi di mangrovia e di "platas de agua", costituendo un habitat per numerosi uccelli che migrano per la zona.

## Istruzione
Alcuni dei più importanti istituti universitari della città di Punto Fijo sono:
- Universidad Nacional Experimental "Francisco de Miranda"
- Universidad del Zulia - Núcleo Punto Fijo
- Universidad Nacional Experimental Politécnica de la Fuerza Armada
- Universidad de Falcón
- Universidad Bolivariana de Venezuela
- Universidad Nacional Abierta
- Instituto Universitario de Tecnología "Antonio José de Sucre"
- Instituto Universitario de Tecnología " Rodolfo Loero Arismendi”
- Instituto Universitario de Tecnología " José Leonardo Chirinos”

## Mezzi di comunicazione

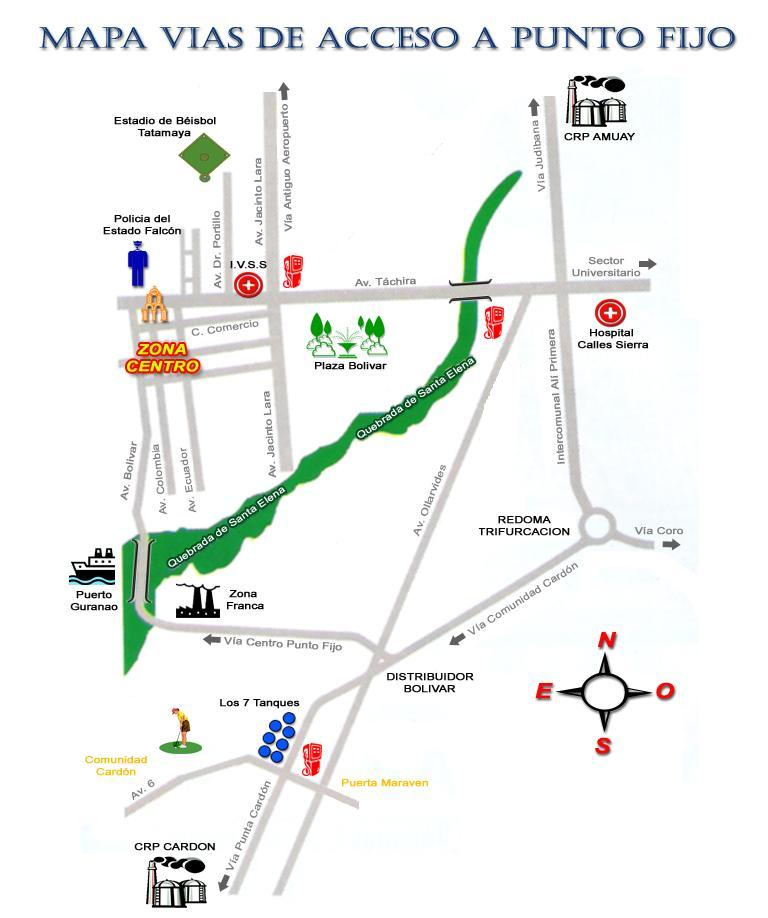
Vie di accesso a Punto Fijo

### Stampa
- Diario La Mañana
- Diario Nuevo Día
- Diario El Falconiano
- Diario La Prensa

### Audiovisivi
I mezzi di comunicazione televisivi locali sono una novità per la città, dato che i tre canali televisivi in chiaro esistenti hanno ottenuto le loro licenze negli ultimi anni:
- Televisora Falcón-TVF (canale di carattere privato);
- Visión Península (canale di carattere privato);
- Falconía (canale di carattere privato).

Inoltre nella città arrivano i segnali delle catene di televisione privata nazionali
(Venevisión e Televen) e le ufficiali (Venezolana de Televisión e Tves).

## Porto
Il Porto Internazionale di Guaranao (Nord: 1291000 m. – Est: 368000 m.)
Confina con il Mar dei Caraibi e con il Golfo del Venezuela, da esso partono ogni giorno merci per la zona franca di Paraguaná, comprendenti anche linea bianca di elettrodomestici e liquori per il divertimento di turisti e residenti.

## Aeroporto di Punto Fijo
L'aeroporto internazionale di Las Piedras, dedicato a Josefa Camejo, è il principale terminale aereo dello Stato Falcón nell'occidente venezuelano, si trova nel settore Las Piedras, nei pressi della città di Punto Fijo nel centro della Penisola di Paraguana in Venezuela. Movimenta una piccola quantità di passeggeri, circa 30.000 all'anno, principalmente in voli nazionali verso Caracas e Maracaibo, e in voli internazionali verso l'isola Aruba, e Barranquilla in Colombia.

## Festività del municipio Carirubana
- Día de Punto Fijo (27 de febrero).
- Día del Comercio (2 de enero).
- Día de la Federación.
- Día de Nuestra Señora de la Candelaria.
- Festividades de San José.
- Noche de Reyes.
- Carnaval.
- Día de Punta Cardón.
- Día de Santa Ana.